# Diachasmimorpha flavifacialis
Diachasmimorpha flavifacialis är en stekelart som beskrevs av Wu, Chen och He 2005. Diachasmimorpha flavifacialis ingår i släktet Diachasmimorpha och familjen bracksteklar. Inga underarter finns listade i Catalogue of Life.